# Цацинское сельское поселение
Цацинское се́льское поселе́ние — муниципальное образование в Светлоярском районе Волгоградской области Российской Федерации.
Административный центр и единственный населённый пункт - село Цаца.

## Население
| 2010  | 2012  | 2013  | 2014  | 2015  | 2016  | 2017  |
| ----- | ----- | ----- | ----- | ----- | ----- | ----- |
| 1551  | ↘1516 | ↘1477 | ↘1428 | ↘1419 | ↘1400 | ↘1382 |
| 2018  | 2019  | 2020  | 2021  |       |       |       |
| ↘1375 | ↘1358 | ↗1361 | ↘1339 |       |       |       |

## Состав сельского поселения
| № | Населённый пункт | Тип населённого пункта | Население |
| - | ---------------- | ---------------------- | --------- |
| 1 | Цаца             | село                   | ↘1339     |

## Транспорт
Территорию поселения пересекает федеральная автодорога Волгоград - Элиста.